# Vanessa Capó Pérez
Vanessa Capó Pérez   (Mallorca, 3 d'octubre de 1982) és una esportista mallorquina que va competir en natació paralímpica. Va guanyar una medalla de plata als Jocs Paralímpics d'Estiu d'Atenes de 2004, en la prova de 4×50 m estils.